# ТБ-6 (АНТ-26)
TB-6 (наричан също АНТ-26) е проект за съветски тежък бомбардировач.

## История
Командването на съветските ВВС е имало голямото желание да притежава нов самолет с гигантски размери, способен да превозва тонове бомби и тежка бойна техника. Първите проекти на апарата са показани през 1930 г., а през 1931 г. самолетът под названието TБ-6 се появява в официалните планове и програми. Споменават се и характеристики на самолета.
През октомври 1931 г. на заседание на ВАО (с председател Пьотър Баранов) се приема решение за спешно създаване на нов самолет, чието завършване е планирано за края на 1932 година, но конструкторите са заети с разработките на други самолети, заради което ЦАГИ започва проектирането на TБ-6 чак през март 1932 година.
Предвиждало се е TB-6 да е с дължина 38 м, размах на крилото – 95 м и излетно тегло – 70 тона. Общото тегло на конструкцията се изчислявала на 31 тона (18 т. тежали молибденовите тръби, 4 – различни видове стомана в конструкцията). Междувременно, по време на разработката на проекта на новия самолет, в ЦАГИ се появява компановъчната схема на TБ-6 с типа на захранващ блок, разположение на въоръжението и т.н.
В крилата на TБ-6 са монтирани 8 двигатели, а в две двойни конзоли над крилото – още 4. В 8-те конзоли на крилата са били разположени картечници ДА, ШКАС, едрокалибрени картечници ШВАК, както и оръдия с калибър 20 – 37 mm. За добра стабилност, TБ-6 е имал два допълнителни кила.
Самолетът е имал гофрирана обшивка на крилата, а фюзелажът е бил с гладка. Шасито на TБ-6 е било полуприбираемо в специални обтекатели. Предвиждало се е ако на самолета се монтират двигатели М-34 и М-34РН с мощност 820 к. с., той да има излетно тегло от 72,5 т, тегло празен – 44,5 т, гориво с тегло 13 тона, бомбен товар от 10 тона, максимална скорост на височина 3500 m – 223 км/ч и далечина на полета − 1500 километра.
През февруари 1933 г. Държавният летателно-изпитателен институт на ВВС получава по-подробни изисквания към новия самолет. Той трябва да може да носи полезен товар от 19 600 kg, да развива максимална скорост от 250 км/ч на височина 5000 m, скорост на кацане – 70 до 80 км/ч, дължина на разбег от 300 m (на пробег – 200 m), дължина на полета 3300 km, практически таван от 7000 m, бомбен товар – 15 тона и екипаж от 17 души.
Въоръжение: 3х 20 mm оръдия „Ерликон“, 1х 37 mm оръдие, 1х картечница ДА, 4х картечници ШКАС и 3х оръдия ШВАК. Предполагало се е също към въздухоплавателното средство да се прикачват танкове, оръдия и всякаква друга техника.